# Ліквідність
Ліквідність (від лат. liquidus «рідкий, який перетікає») — можливість швидкого переводу активу в готівку без істотної втрати його вартості (з мінімальними витратами). Гроші (монети та паперова готівка) є найліквіднішими активами. Банківські депозити за вимогою є високоліквідними активами, оскільки можуть бути переведені в готівку за вимогою клієнта. Види грошей, що включаються в грошовий агрегат M1 — найліквідніші активи в економіці.
Також ліквідність, це:
1. Платоспроможність постачальника та його здатність забезпечити своєчасне виконання боргових зобов'язань;
2. Спроможність ринку реалізувати цінні папери без істотної зміни цін.

Абсолютна ліквідність — здатність готівки і депозитів до запитання безпосередньо виконувати роль загальновизнаного засобу платежу і інші функції грошей.
Диверсифікація ліквідності — диверсифікація інвестицій за термінами з метою забезпечення ліквідності.
«Глибина» ринку — такий масштаб ділової активності на ринку, що не викликає зміни рівня цін.

Глибина ринку відображає ліквідність ринку і здатність цього ринку до розширення купівлі і продажу товарів без значної зміни цін на них.
Термін «ліквідність» використовується також стосовно банків, підприємств (фірм), ринку цінних паперів та ін.